# Campôme
Campôme (kat.: Campome) to miejscowość i gmina we Francji, w regionie Oksytania, w departamencie Pireneje Wschodnie.
Według danych na rok 1990 gminę zamieszkiwało 121 osób, a gęstość zaludnienia wynosiła 23 osoby/km² (wśród 1545 gmin Langwedocji-Roussillon Campôme plasuje się na 781. miejscu pod względem liczby ludności, natomiast pod względem powierzchni na miejscu 1000.). 

## Zabytki
Zabytki na terenie gminy posiadające status monument historique:
- grawerowana skała Fornols (Rocher gravé de Fornols)